# John Ostrander
John Ostrander   (Evanston, 20 d'abril de 1949) és un escriptor nord-americà de còmics, com Suicide Squad, Grimjack i Star Wars: Legacy.
Va co-crear el personatge d'Oracle per a Barbara Gordon i va crear la segona i moderna versió de l'equip d'antiherois Suicide Squad, en què es basen les pel·lícules L'esquadró suïcida (2016) i The Suicide Squad (2021).

## Carrera
Originalment actor de la Organic Theatre Company de Chicago, es va dedicar a escriure còmics el 1983. Les seves primeres obres publicades van ser històries sobre el personatge "Sargon, Mistress of War", i van aparèixer a la sèrie First Comics Warp!, basada en una sèrie d'obres de la mateixa companyia de teatre de Chicago. Ell i Timothy Truman van co-crear el personatge Grimjack, que va aparèixer originalment en una història de seguretat al títol de First Comics, Starslayer, abans de rebre el seu propi títol. Just abans d'entrar a la indústria del còmic, Ostrander tenia un personatge secundari que portava el seu nom a la sèrie The Daring New Adventures of Supergirl. El seu amic, l'escriptor Paul Kupperberg, el va incorporar a la història de Supergirl el 1982.
Ostrander va fer el seu debut a DC Comics entintar la minisèrie Legends, que va ser escrita per Len Wein i escrita per John Byrne. Una nova versió de Suicide Squad es va introduir a Legends, inclosa la líder de l'equip, Amanda Waller. El personatge s'ha adaptat substancialment als mitjans d'animació i d'acció en viu i és interpretat per Viola Davis a la pel·lícula Suicide Squad de 2016 i The Suicide Squad de 2021. Després de Legends, Ostrander i l'artista Luke McDonnell van llançar el Suicide Squad en el seu propi títol el 1987 i van desenvolupar diversos personatges per a la sèrie. Més tard aquell mateix any, ell i l'actor i escriptor Del Close van crear la sèrie Wasteland amb una llista rotativa d'artistes. Ell i Close havien treballat anteriorment junts en les històries de seguretat del Munden's Bar a Grimjack.
Des de 1987 fins a la seva mort per càncer de mama el 1997, Ostrander va escriure sovint amb la seva dona Kim Yale, inclosa la sèrie Manhunter. Va ser mentre treballaven junts a Suicide Squad que van refondre Barbara Gordon, l'antiga Batgirl, a l'especialista en informació i informàtica Oracle.
Ha contribuït a les antologies de relats curts de Silver Age Sentinels de Guardians of Order. Va ser nominat al Comics Buyer's Guide Award per a l'escriptor preferit el 1997, 1998, 1999 i 2000. El 2010, va coescriure els números 14–18 de Secret Six amb l'escriptora Gail Simone. Ostrander manté una presència en línia a la World Famous Comics Network i escriu una columna setmanal al lloc ComicMix.  Va realitzar un cameo com el Dr. Fitzgibbon a la pel·lícula del 2021 The Suicide Squad.

## Vida personal
Ostrander va estudiar teologia amb la intenció de convertir-se en un sacerdot catòlic, però ara es descriu com a agnòstic.
Ostrander pateix de glaucoma. Per ajudar a cobrir els costos ocasionats pel seu tractament, es va organitzar una subhasta de beneficis per a la Chicago Comic Con de 2009.

### Dark Horse Comics
- Comics' Greatest World Out of the Vortex #1–3 (1993)
- Predator vs. Magnus Robot Fighter #1–2 (1992)
- Star Wars #19–22, 32–45 (2000–2002)
- Star Wars: Agent of the Empire: Iron Eclipse #1–5 (2011–2012)
- Star Wars: Agent of the Empire: Hard Targets #1–5 (2012–2013)
- Star Wars: Boba Fett: Agent of Doom (2000)
- Star Wars: Dawn of the Jedi #0–5 (2012)
- Star Wars: Jedi: Aayla Secura #1 (2003)
- Star Wars: Jedi: Count Dooku #1 (2003)
- Star Wars: Jedi: Mace Windu #1 (2003)
- Star Wars: Jedi: Shaak Ti #1 (2003)
- Star Wars: Legacy #0–50, 0 1⁄2 (2006–2010)
- Star Wars: Legacy: War #1–6 (2010–2011)
- Star Wars: Purge #1 (2005)
- Star Wars: Purge: Seconds to Die #1 (2009)
- Star Wars: Republic #19–22, 32–35, 46–50, 54, 59, 61–66, 68–78, 81–83 (2001–2006)
- Star Wars Tales #3, 8 (2000–2001)
- Star Wars: The Clone Wars Volume 3: The Wind Raiders of Taloraan (2009)

### DC Comics
- 52/WW III #3–4 (2007)
- All Star Comics 80-Page Giant #1 (1999)
- Aquaman vol. 5 #13–14, 23–24 (2004–2005)
- Aquaman vol. 6 #20, Annual #1 (2013)
- Armageddon: Inferno #1–4 (1992)
- Batman #659–662, Annual #24 (2000–2007)
- The Batman Chronicles #5 (1996)
- Batman: Gotham Knights #43 (Batman Black and White) (2003)
- Batman: Gotham Nights #1–4 (1992)
- Batman: Gotham Nights II #1–4 (1995)
- Batman: Legends of the Dark Knight #159–161 (2002–2003)
- Batman: Penguin Triumphant #1 (1992)
- Batman: Seduction of the Gun #1 (1993)
- Blackhawk #7, Special #1 (1989–1991)
- Bullets and Bracelets #1 (1996)
- Captain Atom #54–57 (1991)
- Catwoman vol. 2 #72–77 (1999–2000)
- Deadshot #1–4 (1988)
- Detective Comics #622–624 (1990)
- Doom Patrol and Suicide Squad #1 (1988)
- Firestorm the Nuclear Man #65–100, Annual #5 (1987–1990)
- Fury of Firestorm #55–56, 58–64 (1987)
- Golden Age Secret Files #1 (2001)
- Green Lantern Corps Quarterly #1 (1992)
- Hawkman vol. 3 #1–6, Annual #1 (1993–1994)
- Hawkworld vol. 2 #1–32, Annual #1–3 (1990–1993)
- JLA 80-Page Giant #1 (1998)
- JLA versus Predator #1 (2001)
- JLA: Incarnations #1–7 (2001–2002)
- Justice League Adventures #21 (2003)
- Justice League Quarterly #6 (1992)
- The Kents #1–12 (1997–1998)
- Legends #1–6 (1986–1987)
- Manhunter #1–23 (1988–1990)
- Martian Manhunter #0, 1,000,000, 1–36 (1998–2001)
- Secret Origins vol. 2 #14 (1987)
- Secret Six vol. 2 #15, 17–18, 23 (2010)
- Showcase '95 #8 (1995)
- SPECTRE vol. 3 #0, 1–62, Annual #1 (1992–1998)
- Spectre vol. 4 #19 (2002)
- Suicide Squad #1–66, Annual #1 (1987–1992)
- Suicide Squad #67 ("Blackest Night" one-shot crossover) (2010)
- Suicide Squad: Raise the Flag #1–8 (2007–2008)
- Tangent Comics/Nightwing #1 (1997)
- Tangent Comics/Nightwing: Night Force #1 (1998)
- Tangent Comics/Tales of the Green Lantern #1 (1998)
- Teen Titans Spotlight #10 (Aqualad) (1987)
- Wasteland #1–18 (1987–1989)
- Wonder Woman #23.1 (2013)

### First Comics
- Dynamo Joe #1–3 (1986)
- First Adventures #1–5 (1985–1986)
- Grimjack #1–81 (1984–1991)
- Mars #10–12 (1984–1985)
- Starslayer #9–34 (1983–1985)
- Warp #1, 5–7 (1983)

### Image Comics
- Deathmate Blue #1 (1993)

### Marvel Comics
- Apache Skies #1–4 (2002)
- Bioshop #1–4 (1994–1995)
- Bishop: XSE #1–3 (1998)
- Blaze of Glory: The Last Ride of the Western Heroes #1–4 (2000)
- Double Edge: Omega #1 (1995)
- Heroes for Hire #1–19 (1997–1999)
- Heroes for Hire/Quicksilver '98 #1 (1998)
- Marvel Holiday Special #4 (1995)
- Marvel Valentine Special #1 (1997)
- Punisher vol. 3 #1–18 (1995–1997)
- Wolverine '97 #1 (1997)
- X-Man #9–14 (1995–1996)
- X-Men Unlimited #30, 32–33 (2001)
- X-Men Vs. the Brood #1–2 (1996)
- XSE #1–4 (1996–1997)

### Valiant Comics
- Eternal Warrior #27–50 (1994–1996)
- Magnus, Robot Fighter vol. 2 #21–33 (1993–1994)
- Rai and the Future Force #9–17 (1993–1994)